# Campeonato Europeo de Baloncesto Femenino de 2003
El XXIX Campeonato Europeo de Baloncesto Femenino se celebró en Grecia entre el 19 y el 28 de septiembre de 2003 bajo la denominación EuroBasket Femenino 2003. El evento fue organizado por la Confederación Europea de Baloncesto (FIBA Europa) y la Federación de Baloncesto.
Un total de doce selecciones nacionales afiliadas a FIBA Europa compitieron por el título de campeón europeo, cuyo aanterior portador era el equipo de Francia, vencedor del EuroBasket 2001. 
La selección de Rusia se adjudicó la medalla de oro al derrotar en la final al equipo de la República Checa con un marcador de 59-56. En el partido por el tercer puesto el conjunto de España venció al de Polonia.

## Organización

### Sedes
| Foto | Grupo      | Ciudad   | Instalación            |
| ---- | ---------- | -------- | ---------------------- |
|      | A          | Pyrgos   | Arena de Pyrgos        |
|      | B          | Amaliada | Pabellón de Baloncesto |
|      | Fase final | Patras   | Pabellón Apollon       |

### Grupos
| Grupo A             | Grupo B    |
| ------------------- | ---------- |
| República Checa     | Rusia      |
| Francia             | España     |
| Serbia y Montenegro | Eslovaquia |
| Polonia             | Hungría    |
| Grecia              | Ucrania    |
| Israel              | Bélgica    |

## Primera fase
- Todos los partidos en la hora local de Grecia (UTC+3).

### Grupo A
| Equipo              | J | G | P | PF  | PC  | DP   | PTS |
| ------------------- | - | - | - | --- | --- | ---- | --- |
| República Checa     | 5 | 5 | 0 | 435 | 336 | +99  | 10  |
| Francia             | 5 | 3 | 2 | 386 | 346 | +40  | 8   |
| Polonia             | 5 | 3 | 2 | 353 | 309 | +44  | 8   |
| Serbia y Montenegro | 5 | 3 | 2 | 374 | 352 | +22  | 8   |
| Grecia              | 5 | 1 | 4 | 321 | 362 | -41  | 6   |
| Israel              | 5 | 0 | 5 | 293 | 457 | -164 | 5   |

- Resultados

| Fecha | Hora  | Partido¹            | Partido¹ | Partido¹            | Resultado |
| ----- | ----- | ------------------- | -------- | ------------------- | --------- |
| 19.09 | 16:30 | Israel              | -        | Francia             | 55-91     |
| 19.09 | 19:00 | Grecia              | -        | República Checa     | 57-90     |
| 19.09 | 21:30 | Serbia y Montenegro | -        | Polonia             | 60-70     |
| 20.09 | 16:30 | Francia             | -        | Serbia y Montenegro | 68-70     |
| 20.09 | 19:00 | Polonia             | -        | Grecia              | 66-49     |
| 20.09 | 21:30 | República Checa     | -        | Israel              | 104-67    |
| 21.09 | 16:30 | Serbia y Montenegro | -        | República Checa     | 68-80     |
| 21.09 | 19:00 | Israel              | -        | Grecia              | 59-78     |
| 21.09 | 21:30 | Francia             | -        | Polonia             | 79-66     |
| 23.09 | 16:30 | Polonia             | -        | Israel              | 80-45     |
| 23.09 | 19:00 | Grecia              | -        | Serbia y Montenegro | 67-72     |
| 23.09 | 21:30 | República Checa     | -        | Francia             | 85-73     |
| 24.09 | 16:30 | Serbia y Montenegro | -        | Israel              | 104-67    |
| 24.09 | 19:00 | Francia             | -        | Grecia              | 75-70     |
| 24.09 | 21:30 | República Checa     | -        | Polonia             | 76-71     |

- (¹) – Todos en Pyrgos.

### Grupo B
| Equipo     | J | G | P | PF  | PC  | DP  | PTS |
| ---------- | - | - | - | --- | --- | --- | --- |
| España     | 5 | 5 | 0 | 359 | 300 | +59 | 10  |
| Eslovaquia | 5 | 3 | 2 | 345 | 340 | +5  | 8   |
| Rusia      | 5 | 3 | 2 | 348 | 304 | +40 | 8   |
| Bélgica    | 5 | 2 | 3 | 355 | 377 | -22 | 7   |
| Hungría    | 5 | 2 | 3 | 299 | 319 | -20 | 7   |
| Ucrania    | 5 | 0 | 5 | 301 | 363 | -62 | 5   |

- Resultados

| Fecha | Hora  | Partido¹   | Partido¹ | Partido¹   | Resultado |
| ----- | ----- | ---------- | -------- | ---------- | --------- |
| 19.09 | 16:30 | Ucrania    | -        | Hungría    | 56-57     |
| 19.09 | 19:00 | Bélgica    | -        | España     | 62-77     |
| 19.09 | 21:30 | Eslovaquia | -        | Rusia      | 80-72     |
| 20.09 | 16:30 | Hungría    | -        | Bélgica    | 67-72     |
| 20.09 | 19:00 | España     | -        | Eslovaquia | 71-47     |
| 20.09 | 21:30 | Rusia      | -        | Ucrania    | 74-53     |
| 21.09 | 16:30 | Bélgica    | -        | Rusia      | 56-76     |
| 21.09 | 19:00 | Hungría    | -        | España     | 59-71     |
| 21.09 | 21:30 | Ucrania    | -        | Eslovaquia | 54-73     |
| 23.09 | 16:30 | Eslovaquia | -        | Bélgica    | 90-82     |
| 23.09 | 19:00 | España     | -        | Ucrania    | 76-71     |
| 23.09 | 21:30 | Rusia      | -        | Hungría    | 65-55     |
| 24.09 | 16:30 | Bélgica    | -        | Ucrania    | 83-67     |
| 24.09 | 19:00 | Rusia      | -        | España     | 61-64     |
| 24.09 | 21:30 | Hungría    | -        | Eslovaquia | 61-55     |

- (¹) – Todos en Amaliada.

## Fase final
- Todos los partidos en la hora local de Grecia (UTC+3).

|  | Cuartos de final    | Cuartos de final |                 |         | Semifinales      | Semifinales      |         |                 | Final            | Final            |  |
|  | 26 de septiembre    | 26 de septiembre |                 |         | 27 de septiembre | 27 de septiembre |         |                 | 28 de septiembre | 28 de septiembre |  |
|  |                     |                  |                 |         |                  |                  |         |                 |                  |                  |  |
|  |                     |                  |                 |         |                  |                  |         |                 |                  |                  |  |
|  | Eslovaquia          | 61               |                 |         |                  |                  |         |                 |                  |                  |  |
|  | Eslovaquia          | 61               |                 |         |                  |                  |         |                 |                  |                  |  |
|  | Polonia             | 78               |                 |         |                  |                  |         |                 |                  |                  |  |
|  | Polonia             | 78               |                 | Polonia | 66               |                  |         |                 |                  |                  |  |
|  |                     |                  |                 | Polonia | 66               |                  |         |                 |                  |                  |  |
|  |                     |                  | República Checa | 74      |                  |                  |         |                 |                  |                  |  |
|  | República Checa     | 98               | República Checa | 74      |                  |                  |         |                 |                  |                  |  |
|  | República Checa     | 98               |                 |         |                  |                  |         |                 |                  |                  |  |
|  | Bélgica             | 62               |                 |         |                  |                  |         |                 |                  |                  |  |
|  | Bélgica             | 62               |                 |         |                  |                  |         | República Checa | 56               |                  |  |
|  |                     |                  |                 |         |                  |                  |         | República Checa | 56               |                  |  |
|  |                     |                  | Rusia           | 59      |                  |                  |         |                 |                  |                  |  |
|  | Francia             | 66               | Rusia           | 59      |                  |                  |         |                 |                  |                  |  |
|  | Francia             | 66               |                 |         |                  |                  |         |                 |                  |                  |  |
|  | Rusia               | 79               |                 |         |                  |                  |         |                 |                  |                  |  |
|  | Rusia               | 79               |                 | Rusia   | 78               |                  |         | Tercer lugar    | Tercer lugar     |                  |  |
|  |                     |                  |                 | Rusia   | 78               |                  |         | Tercer lugar    | Tercer lugar     |                  |  |
|  |                     |                  | España          | 71      |                  |                  |         |                 |                  |                  |  |
|  | España              | 76               | España          | 71      |                  |                  | Polonia | 81              |                  |                  |  |
|  | España              | 76               |                 |         |                  |                  | Polonia | 81              |                  |                  |  |
|  | Serbia y Montenegro | 64               |                 |         |                  |                  |         |                 | España           | 87               |  |
|  | Serbia y Montenegro | 64               |                 |         |                  |                  |         |                 | España           | 87               |  |
|  |                     |                  |                 |         |                  |                  |         |                 |                  |                  |  |

### Cuartos de final
| Fecha | Hora  | Partido¹        | Partido¹ | Partido¹            | Resultado |
| ----- | ----- | --------------- | -------- | ------------------- | --------- |
| 26.09 | 15:00 | Eslovaquia      | -        | Polonia             | 61-78     |
| 26.09 | 17:15 | República Checa | -        | Bélgica             | 98-62     |
| 26.09 | 19:30 | Francia         | -        | Rusia               | 66-79     |
| 26.09 | 21:45 | España          | -        | Serbia y Montenegro | 76-64     |

- (¹) – Todos en Patras.

### Semifinales
| Fecha | Hora  | Partido¹ | Partido¹ | Partido¹        | Resultado |
| ----- | ----- | -------- | -------- | --------------- | --------- |
| 27.09 | 19:30 | Polonia  | -        | República Checa | 66-74     |
| 27.09 | 21:45 | Rusia    | -        | España          | 78-71     |

- (¹) – En Patras.

### Tercer lugar
| Fecha | Hora  | Partido¹ | Partido¹ | Partido¹ | Resultado |
| ----- | ----- | -------- | -------- | -------- | --------- |
| 28.09 | 17:45 | Polonia  | -        | España   | 81-87     |

- (¹) – En Patras.

### Final
| Fecha | Hora  | Partido¹        | Partido¹ | Partido¹ | Resultado |
| ----- | ----- | --------------- | -------- | -------- | --------- |
| 28.09 | 20:00 | República Checa | -        | Rusia    | 56-59     |

- (¹) – En Patras.

### Partidos de clasificación
5.º a 8.º lugar
| Fecha | Hora  | Partido¹   | Partido¹ | Partido¹            | Resultado |
| ----- | ----- | ---------- | -------- | ------------------- | --------- |
| 27.09 | 15:00 | Eslovaquia | -        | Bélgica             | 80-86     |
| 27.09 | 17:15 | Francia    | -        | Serbia y Montenegro | 83-61     |

- (¹) – En Patras.

Séptimo lugar
| Fecha | Hora  | Partido¹   | Partido¹ | Partido¹            | Resultado |
| ----- | ----- | ---------- | -------- | ------------------- | --------- |
| 28.09 | 13:15 | Eslovaquia | -        | Serbia y Montenegro | 68-67     |

- (¹) – En Patras.

Quinto lugar
| Fecha | Hora  | Partido¹ | Partido¹ | Partido¹ | Resultado |
| ----- | ----- | -------- | -------- | -------- | --------- |
| 28.09 | 15:30 | Bélgica  | -        | Francia  | 75-94     |

- (¹) – En Patras.

## Medallero
| Rusia | República Checa | España |

## Plantillas de los equipos medallistas
- Rusia:

Ol'ga Artešina, Oksana Rachmatulina, Ol'ga Firsova, Diana Gustilina, Elena Baranova, Julija Skopa, Ilona Korstin, Marija Stepanova, Marija Kalmjkova, Tat'jana Šč'egoleva, Irina Osipova, Anna Archipova. Seleccionador: Vadim Kapranov.
- República Checa:

Jana Veselá, Ivana Večeřová, Michaela Uhrová, Michala Hartigová, Markéta Mokrošová, Hana Machová, 
Romana Hamzová, Michaela Pavlíčková, Irena Borecká, Lucie Blahůšková, Zuzana Klimešová, Eva Vítečková. Seleccionador: Jan Bobrovský.
- España:

Plantilla: Amaya Valdemoro, Laura Camps, Begoña García, Laia Palau, Marina Ferragut, Elisabeth Cebrián, Lucila Pascua, Ingrid Pons, Nuria Martínez, Marta Fernández, Paula Seguí y Rosi Sánchez.

## Estadísticas

### Clasificación general
| 1. Rusia               |
| 2. República Checa     |
| 3. España              |
| 4. Polonia             |
| 5. Francia             |
| 6. Bélgica             |
| 7. Eslovaquia          |
| 8. Serbia y Montenegro |
| 9. Grecia              |
| 10. Hungría            |
| 11. Ucrania            |
| 12. Israel             |

### Máxima anotadora
| N.º | Jugadora            | País            | Puntos |
| --- | ------------------- | --------------- | ------ |
| 1   | Lucie Blahůšková    | República Checa | 173    |
| 2   | Amaya Valdemoro     | España          | 155    |
| 3   | Ann Wauters         | Bélgica         | 150    |
| 4   | Agnieszka Bibrzycka | Polonia         | 129    |
| 5   | Limor Mizrachi      | Israel          | 127    |

Fuente: 

### Equipo más anotador
| N.º | Equipo          | Puntos |
| --- | --------------- | ------ |
| 1   | República Checa | 663    |
| 2   | Francia         | 629    |
| 3   | España          | 593    |
| 4   | Bélgica         | 578    |
| 4   | Polonia         | 578    |

Fuente: 